# Kalundborgs radiostation

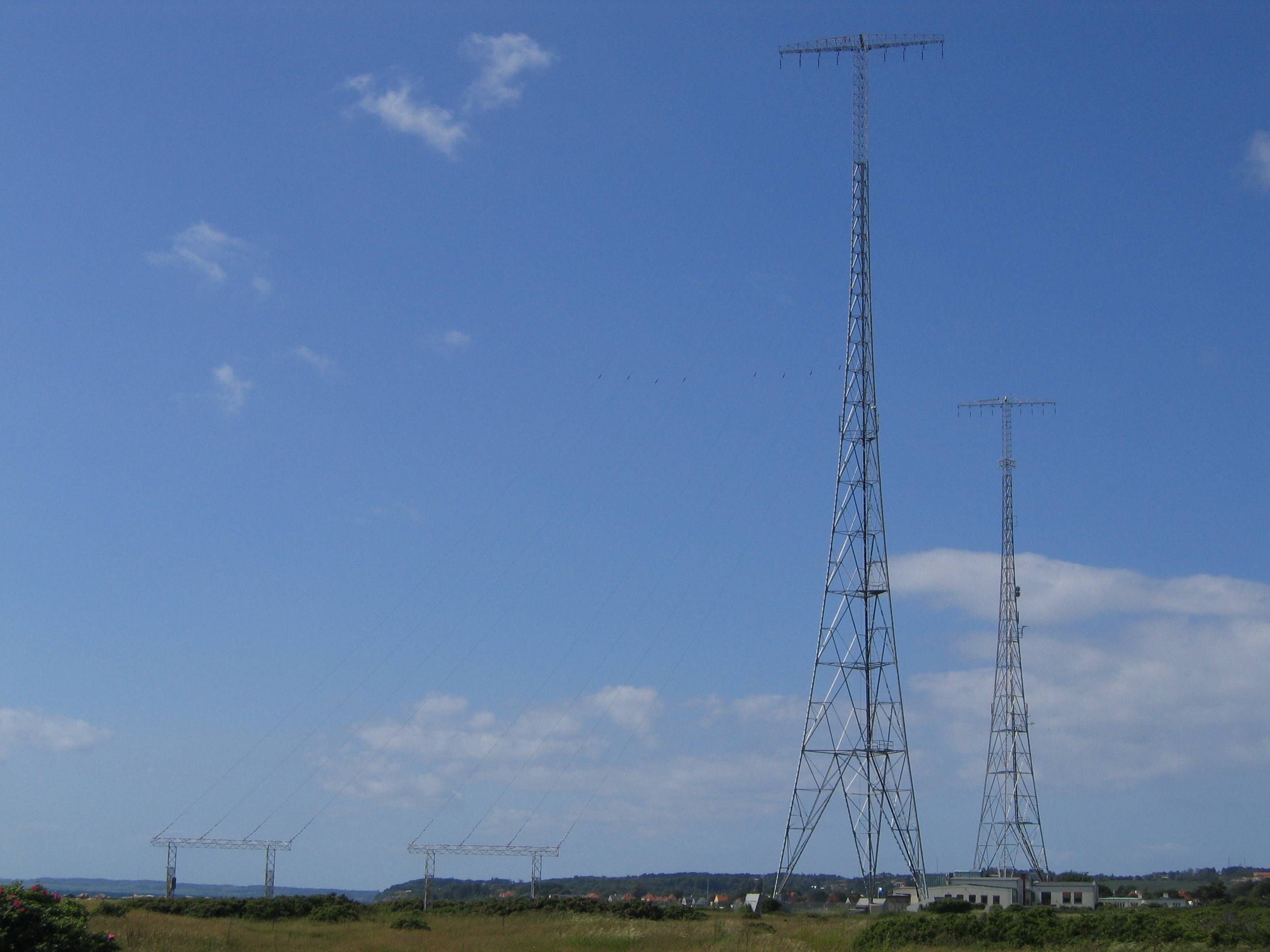
Kalundborg långvågssändares båda 118 meter höga sändarmaster.

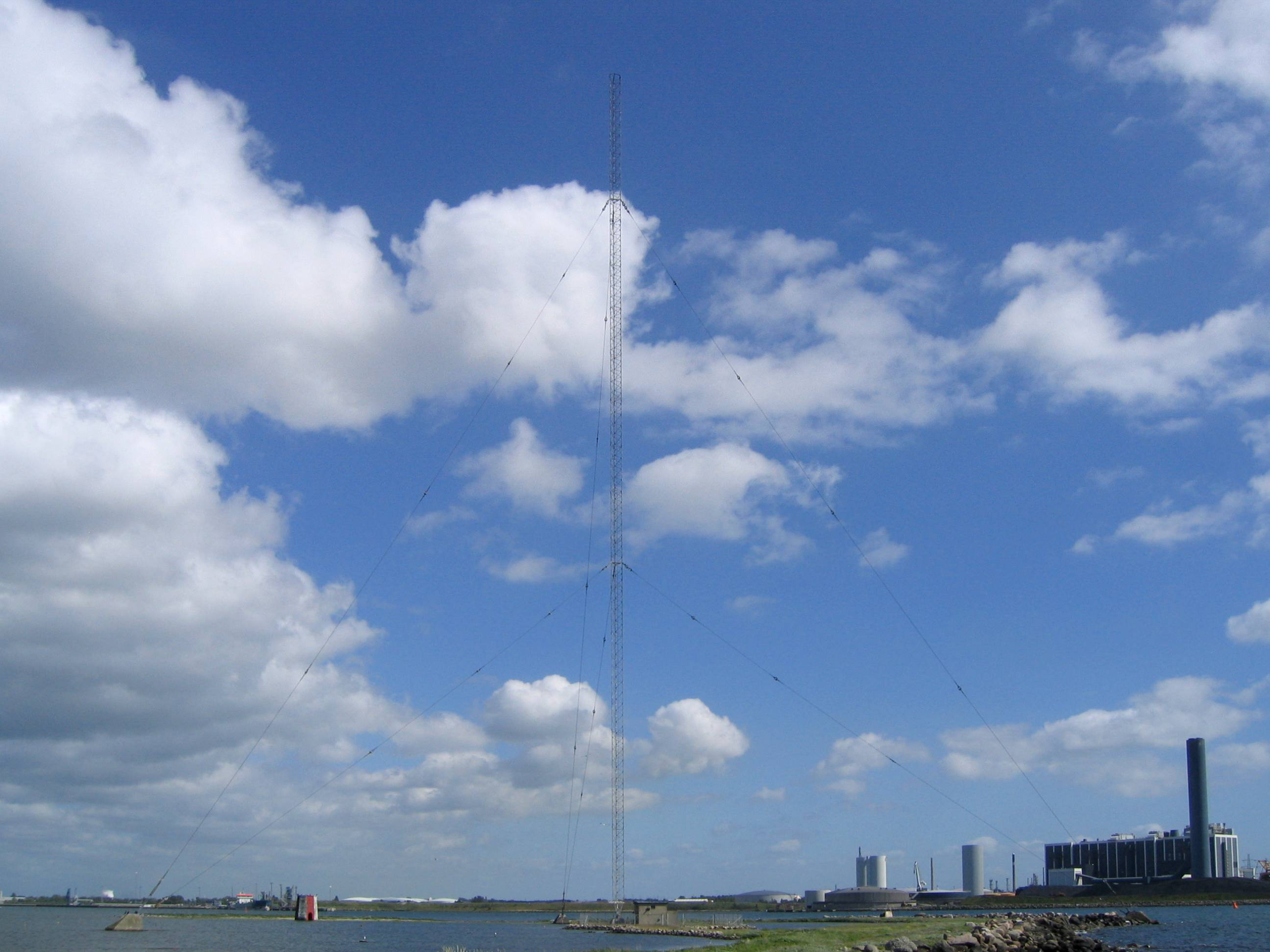
Kalundborg mellanvågssändares 147 meter höga sändarmast.

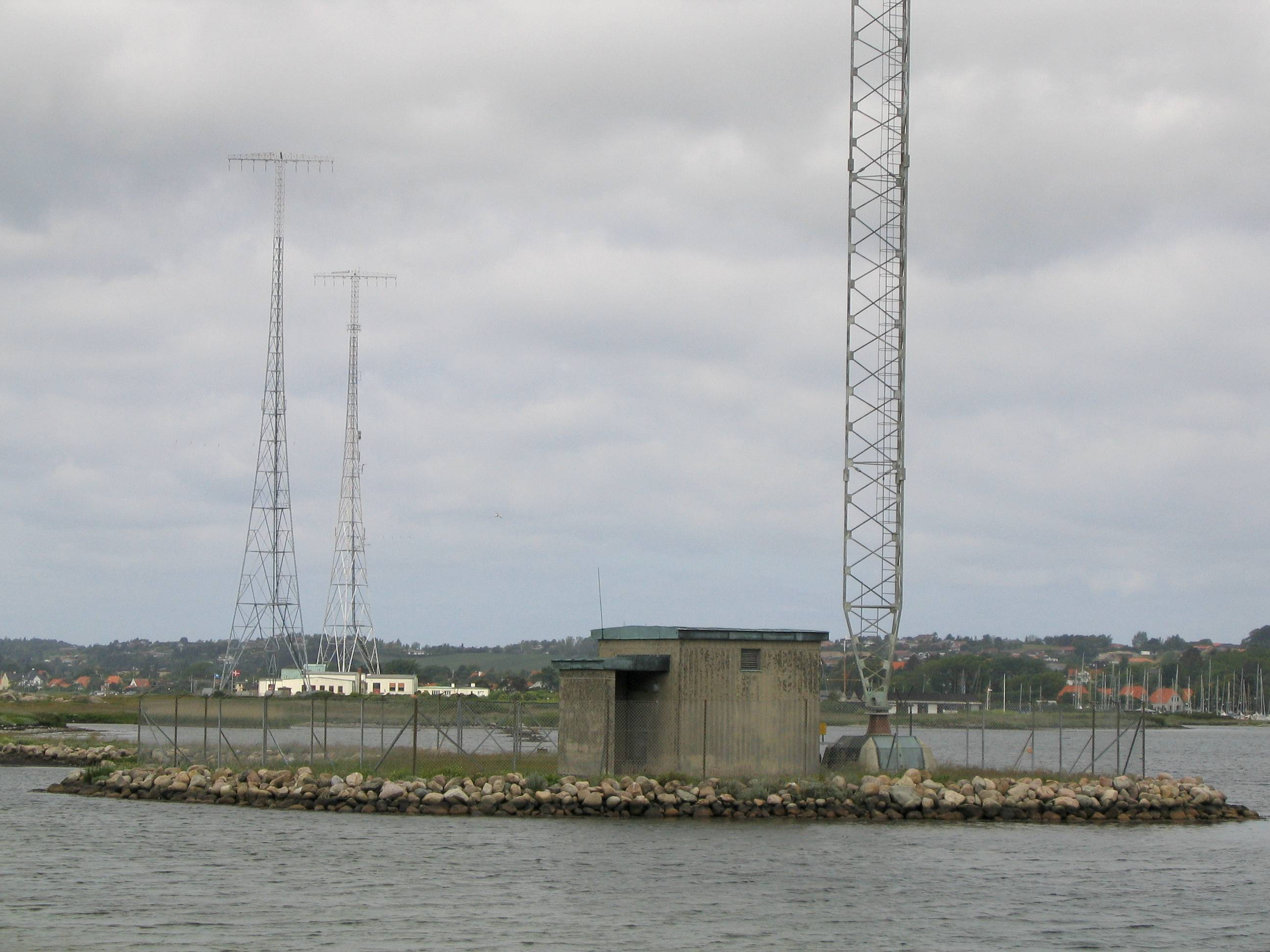
Fundamentet för mellanvågssändaren. I bakgrunden de två sändarmasterna för långvågssändaren.

Kalundborgs rundradiostation är en radiosändare för lång- och mellanvåg vid Kalundborg på halvön Gisseløre i Danmark. Sändaren invigdes 1927 som en förutsättning för Statsradiofoniens täckning med rundradio.
Fram till den 15 februari 2007 kl. 00:30 sände Danmarks radio P1 på långvåg på 243 kHz med 300 kW och Danmarks Radio P4 Københavnsradio på mellanvåg 1062KHz. DR sände parallellt på mellanvåg på 1062 kHz med 250 kW från den 16 juni 2011 fram till den 27 juni 2011. Mellanvågssändaren stängdes av den 27 juni 2011. 
DR har återstartat långvågsfrekvensen 243 kHz den 16 juni 2011 med en effekt av 50 kW mot tidigare 300 kW. Tidigare hade man interferens på långvågsfrekvensen från en turkisk sändare. Sedan Turkiet stängt sin sändare, är det nu fritt fram för Danmarks Radio igen. 
Danmarks Radio beräknar räckvidden för långvågssändaren ända ned till Alperna.
Vid årsskiftet 2023/2024 upphör sändningarna på långvåg p.g.a. ändrade medievanor.  Förhandlingar pågår i dagsläget mellan Kalundborgs kommun och Danmarks Radio om stationens varande eller icke varande. 

## Program
- 05.45-05.51 Väderrapport
- 06.00-06.07 Radioavisen tillsammans med DR P4 Københavns Radio
- 08.00-08.03 Radioavisen tillsammans med DR P4 Københavns Radio
- 08.03-08.24 Morgenandagten tillsammans med DR DAB P2
- 08.30-08.40 Kropp & Rörelse
- 08.45-09.00 Väderrapport
- 09.00-09.07 Radioavisen tillsammans med DR P4 Københavns Radio
- 11.45-12.00 Väderrapport
- 12.00-12.30 Radioavisen tillsammans med DR P4 Københavns Radio
- 17.45-18.00 Väderrapport
- 18.00-18.16 Meddelanden från Søværnets Operative Kommando
- 22.45-23.00 Väderrapport
- 23.00-23.05 Radioavisen tillsammans med DR P4 Københavns Radio

Det fanns några så kallade kalundborgmottagare på 243 kHz, vilka användes som frekvensnormal på till exempel 10 MHz, 1 MHz, och så vidare, med extremt hög noggrannhetsgrad. Sändaren stängs av mellan programmen för att spara pengar.

## Långvågsantennen
Långvågssändaren använder en trådantenn upphängd mellan två 118 meter höga fristående fackverksmaster. Antennen är ansluten till sändaren i den ena änden. Den andra änden är jordad via en drossel (Alexandersonantenn). Denna antenntyp gör det möjligt att använda lägre höjd än andra typer av långvågsantenner och gör det också möjligt att använda jordade antennuppbärare. Under perioden man använde 300kW-sändaren använde man en "Alexanderson-antenn", en antenntyp som påminner mycket om den vid Grimetons radiostation använda multipelantennen.

## Mellanvågsantennen
Mellanvågsantennen är en från jord isolerad stålmast förankrad med staglinor. Den är 147 meter hög. Denna mast ligger intill havet, vilket ger en bättre utbredning av radiovågorna. Masten revs i juni 2012.